# Sebešić
Sebešić (en cyrillique : Себешић) est un village de Bosnie-Herzégovine. Il est situé dans la municipalité de Novi Travnik, dans le canton de Bosnie centrale et dans la fédération de Bosnie-et-Herzégovine. Selon les premiers résultats du recensement bosnien de 2013, il compte 68 habitants.

## Histoire
Sur le territoire du village se trouve une nécropole abritant un tumulus préhistorique, 13 stećci (un type particulier de tombes médiévales) et 5 stèles médiévales anthropomorphes ; cet ensemble est inscrit sur la liste des monuments nationaux de Bosnie-Herzégovine.

## Démographie

### Évolution historique de la population
| 1948 | 1953 | 1961 | 1971 | 1981 | 1991 | 2013 |
| ---- | ---- | ---- | ---- | ---- | ---- | ---- |
| -    | -    | 458  | 367  | 290  | 254  | 68   |

|  |